# Merlines
Merlines este o comună în departamentul Corrèze din centrul Franței. În 2009 avea o populație de 815 de locuitori.

## Evoluția populației
| An        | 1975 | 1982  | 1990 | 1999 | 2006 | 2009 |
| --------- | ---- | ----- | ---- | ---- | ---- | ---- |
| Populație | 979  | 1.028 | 948  | 903  | 830  | 815  |